# Aegiochus tara
Aegiochus tara är en kräftdjursart som beskrevs av Bruce 2009. Aegiochus tara ingår i släktet Aegiochus och familjen Aegidae.
Artens utbredningsområde är Tasmanhavet. Inga underarter finns listade i Catalogue of Life.